# Lucas Huckle
Lucas Huckle (* 28. März 2006) ist ein deutscher Volleyballspieler.

## Karriere
Huckle begann seine Karriere beim Projekt „Volleyball macht Schule“ und in den Jugendmannschaften des VfB Friedrichshafen. Er spielte in der Jugend auch Beachvolleyball. Von 2022 bis 2025 spielte er mit den Volley YoungStars Friedrichshafen, dem Nachwuchsprojekt des VfB Friedrichshafen, in der 2. Bundesliga Süd. Ab der Saison 2025/26 ist Huckle Teil der Bundesliga-Mannschaft des VfB.